# 小牧市立味岡中学校
小牧市立味岡中学校（こまきしりつあじおかちゅうがっこう）は、愛知県小牧市小松寺にある公立中学校。卒業生には阪神タイガース中川勇斗選手がいる。

## 沿革
- 1947年（昭和22年）4月18日 - 味岡村立味岡中学校として開校
- 1955年（昭和30年）1月1日 - 小牧市制施行にともない、小牧市立味岡中学校と改称

## 所在地
愛知県小牧市小松寺4丁目1

## 周辺
- 小牧市立味岡小学校
- 小松寺
- 西友 味岡店
- 名鉄小牧線味岡駅

## 交通
- 名鉄小牧線 味岡駅